# Leucopogon cordatus
Leucopogon cordatus är en ljungväxtart som beskrevs av Otto Wilhelm Sonder. Leucopogon cordatus ingår i släktet Leucopogon och familjen ljungväxter. Inga underarter finns listade i Catalogue of Life.